# Константин Самюель Рафінеск
Константин Самюель Рафінеск-Шмальц (фр. Constantine Samuel Rafinesque-Schmaltz; 22 жовтня 1783 р – 18 вересня 1840) — американський вчений-ерудит французького походження, що відзначився як зоолог, ботанік, письменник і поліглот. На думку багатьох сучасників Рафінеск був ексцентричним і непостійним генієм. Підно писав на такі різноманітні теми, як антропологія, біологія, геологія та лінгвістика, але за життя не був відзначений у жодній із цих галузей.
Народився поблизу Стамбула в Османській імперії та отримав самоосвіту у Франції. У юності він мандрував Сполученими Штатами, зрештою оселився в Огайо в 1815 році, де зробив помітний внесок у ботаніку, зоологію та вивчення доісторичних земляних укріплень у Північній Америці. Також зробив внесок у вивчення стародавньої мезоамериканської лінгвістики. Серед його теорій було те, що предки корінних американців мігрували через Берингове море з Азії до Північної Америки і що Америка була населена чорношкірими корінними народами під час контакту з Європою. 

## Біографія
Рафінеск народився 22 жовтня 1783 року в Галаті, передмісті Стамбула. Батько був французьким купцем із Марселя; мати була німкенею за походженням і народилася у Стамбулі. Батько помер у Філадельфії близько 1793 року. Рафінеск провів свою юність у Марселі і здебільшого займався самоосвітою; він ніколи не навчався в університеті. У 12 років він почав збирати рослини для гербарію. До 14 років він сам навчився грецької та латинської мов, тому що йому потрібно було слідкувати за виносками в книгах, які він читав у бібліотеках своєї бабусі по батьківській лінії. 1802 року, у 19 років, Рафінеск разом зі своїм молодшим братом відплив до Філадельфії в США. Вони подорожували через Пенсільванію та Делавер, де він познайомився з більшістю небагатьох ботаніків молодої американської держави.
У 1805 році Рафінеск повернувся до Європи зі своєю колекцією ботанічних зразків і оселився в Палермо на Сицилії, де вивчив італійську мову. Він досяг такого успіху в торгівлі, що пішов на пенсію у віці 25 років і повністю присвятив свій час природничій історії. Деякий час Рафінеск також працював секретарем американського консула. Під час свого перебування на Сицилії він вивчав рослини та риб, даючи назви багатьом новим відкритим видам. 1808 року він був обраний членом Американської академії мистецтв і наук.

### Кар'єра в США
Рафінеск мав незареєстровану дружину. Після смерті їхнього спільного сина в 1815 році він покинув її і повернувся до Сполучених Штатів. Коли його корабель «Юніон» затонув біля узбережжя Коннектикуту, Рафінеск втратив усі свої книги (50 ящиків) і всі зразки (включаючи понад 60 000 мушель). Оселившись у Нью-Йорку, Рафінеск став одним із засновників нещодавно створеного Ліцею природної історії . У 1817 році вийшла його книга Флора штату Луїзіана, яка була піддана різкій критиці колегами-ботаніками, через що його праці почали ігноруватися. До 1818 року він зібрав і назвав понад 250 нових видів рослин і тварин. Повільно відновлював свою колекцію предметів з природи. 
Влітку 1818 року в Гендерсоні Рафінеск познайомився з колегою-натуралістом Джоном Джеймсом Одюбоном і фактично залишився в будинку Одюбона на приблизно три тижні. Одюбон, хоч і любив товариство Рафінеска, використовував його для практичних жартів із фантастичними, вигаданими видами. 
У 1819 році Рафінеск став професором ботаніки в Трансильванському університеті в Лексінгтоні, де він також давав приватні уроки французької, італійської та іспанської мов. Мав певні зв'язки з Джоном Кліффордом, купцем, який також цікавився стародавніми земляними укріпленнями, які залишилися по всій долині Огайо. Кліффорд провів архівні дослідження, шукаючи походження цих курганів, а Рафінеск виміряв і наніс їх на карту. 
У 1820 році був обраний членом Американського товариства антикварів.
Рафінеск почав записувати всі нові види рослин і тварин, яких він зустрічав під час подорожей штатом. Його вважали непостійним дослідником вищих рослин. Навесні 1826 року він покинув університет після сварки з його президентом. 
Він подорожував і читав лекції в різних місцях, намагався заснувати журнал і ботанічний сад, але безуспішно. Переїхав до Філадельфії, центру видавничої справи та досліджень, без роботи. Він опублікував The Atlantic Journal and Friend of Knowledge, a Cyclopædic Journal and Review, з якого було надруковано лише вісім випусків (1832—1833). Він також читав публічні лекції та продовжував видавати, переважно за власні кошти. 

### Смерть
Рафінеск помер від раку шлунка та печінки у Філадельфії 18 вересня 1840 року. Можливо, рак був викликаний багаторічним самолікуванням сумішшю, що містила папороть адіантум. Був похований на місцевому кладовищі. У березні 1924 року те, що вважалося його останками, було перевезено до Трансільванського університету та повторно поховано в гробниці під каменем із написом: «Честь тим, кому вона запізніла» (англ. Honor to whom honor is overdue).

## Робота

### Біологія

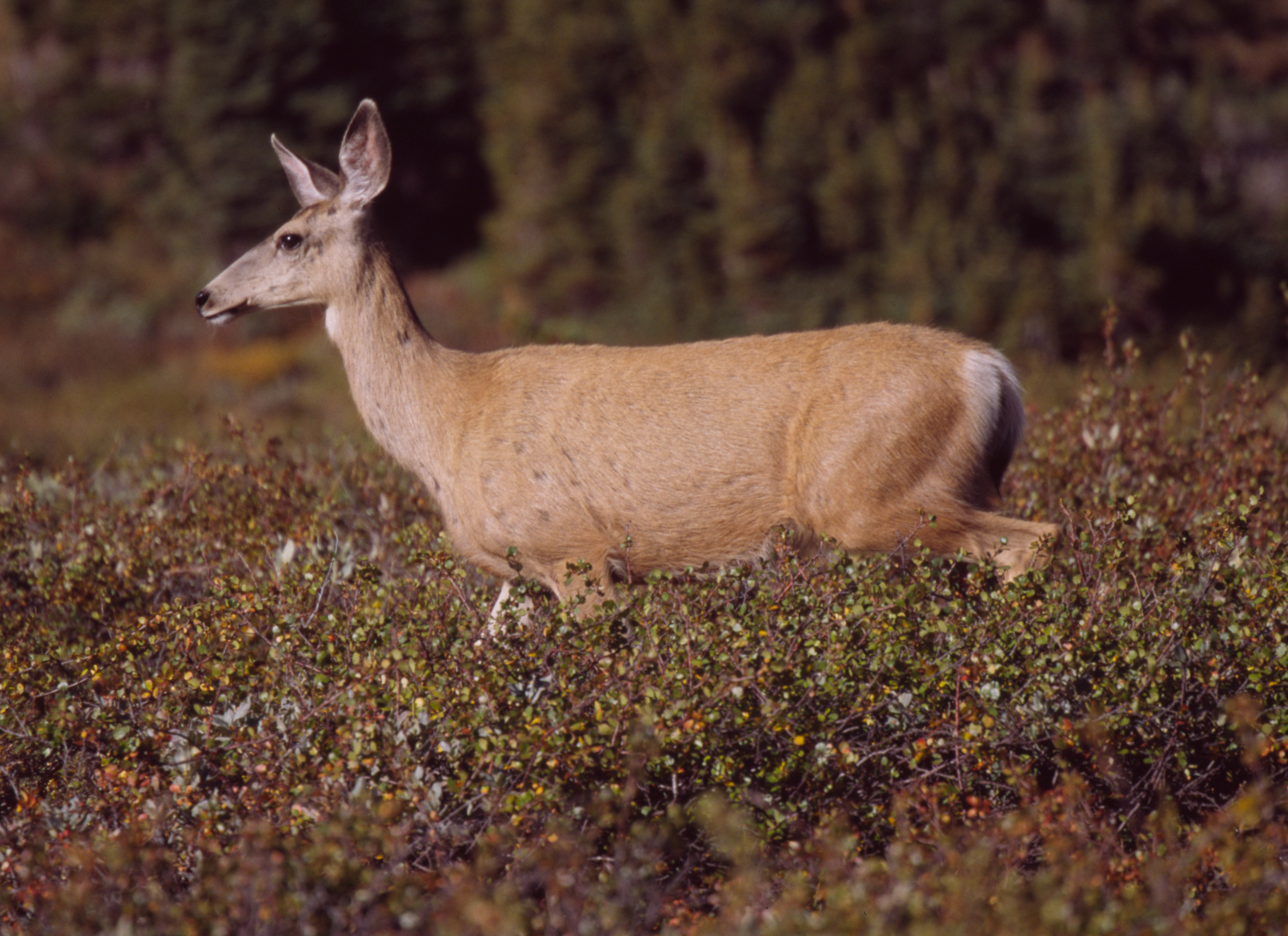
Американський чорнохвостий олень є одним із багатьох видів, які вперше назвав Рафінеск.

Рафінеск опублікував 6700 біномінальних назв рослин, багато з яких мають пріоритет над звичнішими назвами. Кількість створених ним нових таксонів, як рослин, так і тварин, зробила Рафінеска пам'ятним чи навіть сумнозвісним серед біологів.
Рафінеск подав заявку на участь в експедиції Льюїса і Кларка, але Томас Джефферсон йому двічі відмовив. Після вивчення екземплярів, зібраних експедицією, він дав наукові назви чорнохвостому луговому собачці (Cynomys ludovicianus), миші білоногій (Peromyscus leucopus) і американському чорнохвостому оленю (Odocoileus hemionus'). 
Рафінеск був одним із перших, хто використав термін «еволюція» в контексті біологічного видоутворення. 
Рафінеск запропонував теорію еволюції ще до Чарльза Дарвіна. У третьому виданні «Про походження видів», опублікованому в 1861 році, Чарльз Дарвін додав «Історичний нарис», в якому визнавалися ідеї Рафінеска.  

Еволюційна теорія Рафінеска з'являється у двосторінковій статті у весняному випуску 1833 року Atlantic Journal and Friend of Knowledge (журнал, заснований ним самим). Рафінеск вважав, що види не є постійними; вони поступово змінюються з часом. Він використав термін «мутації». Він вважав, що еволюція відбувалася «поступовими кроками у віддалені нерегулярні періоди». Це було порівняти з концепцією переривчастої рівноваги.  Він також вважав, що ті самі процеси застосовуються до людей.

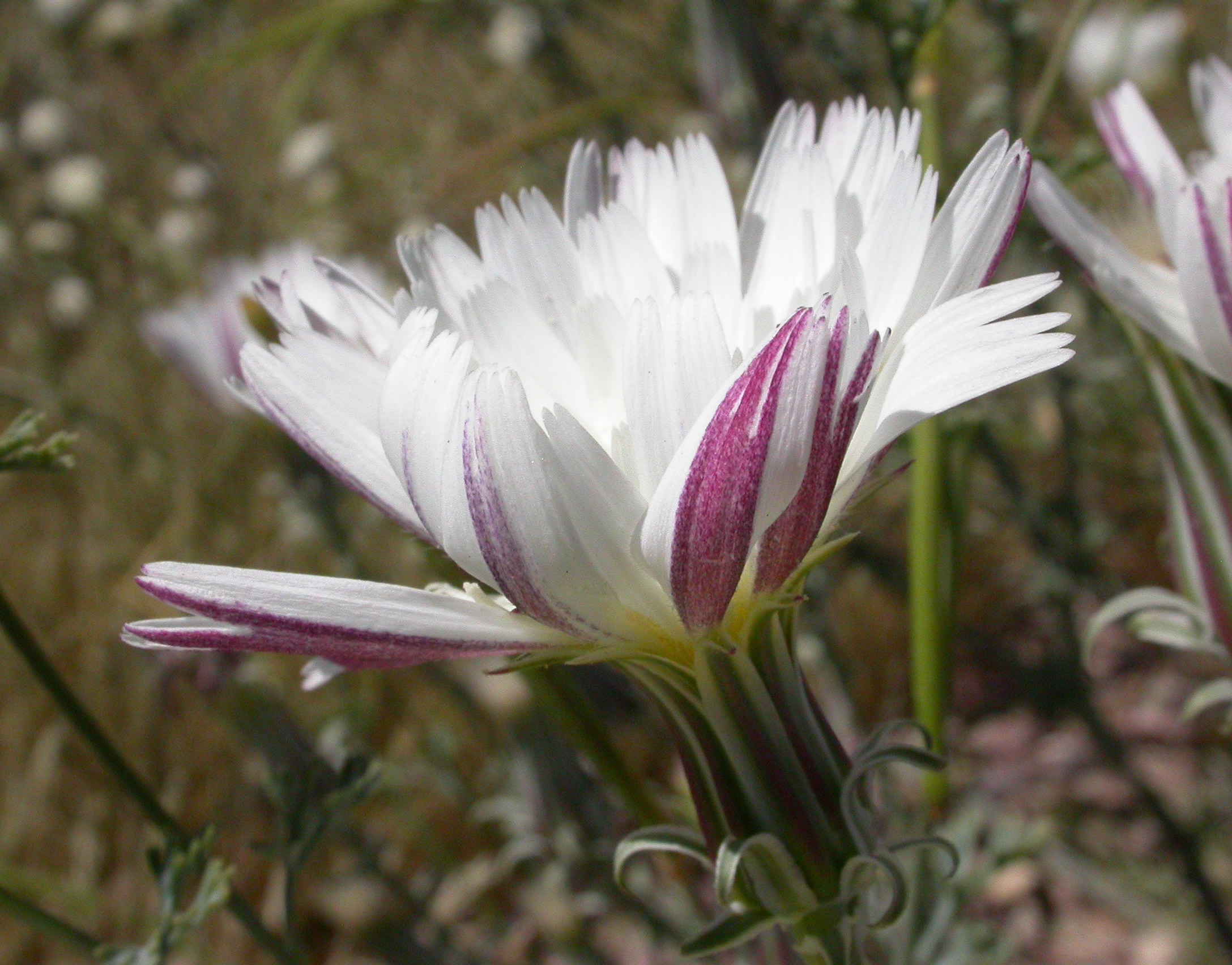
На честь Рафінеска був названий рід '.

### Валам Олум
У 1836 році Рафінеск опублікував свій перший том «Американських націй». Це включало Валам Олум, передбачувану міграцію та усні розповіді про створення народу ленапе. У ньому розповідалося про їхню міграцію на землі навколо річки Делавер. Рафінеск стверджував, що мав дерев'яні таблички з вигравіруваними та розмальованими місцевими піктограмами разом із транскрипцією мовою ленапе. На основі цього він зробив англійський переклад вмісту табличок. Рафінеск стверджував, що оригінальні таблички та транскрипція пізніше були втрачені, залишивши його нотатки та транскрибовану копію як єдиний запис доказів. 
Протягом понад століття після публікації Рафінеска Walam Olum широко визнавався етноісториками як справжнього індіанського походження, але вже в 1849 році, коли документ був перевиданий, у деяких вчених з'явилися здогадки, що документ може бути фальшивим. У 1950-х роках Історичне товариство Індіани опублікувало «повторний переклад» Walam Olum як «гідний предмет для вивчення культури аборигенів».
Починаючи з кінця 20-го століття, дослідження мовних, етноісторичних, археологічних і текстологічних аналізів, особливо з 1980-х років, свідчать про те, що розповідь про Валам Олум була здебільшого або повністю вигаданою. Вчені описали його записи «автентичних історій традиційної міграції ленапейців» як фальшиві. Після публікації в 1995 році дисертації Девіда Естрайхера "Анатомія Walam Olum: антропологічна містифікація 19 століття " багато вчених погодилися з його аналізом. Вони дійшли висновку, що Рафінеск був або виконавцем, або, можливо, жертвою обману. Інші вчені, письменники та дехто серед ленапе продовжують вважати цю розповідь правдоподібною та підтримувати думку про її автентичність.

### Вивчення доісторичних культур

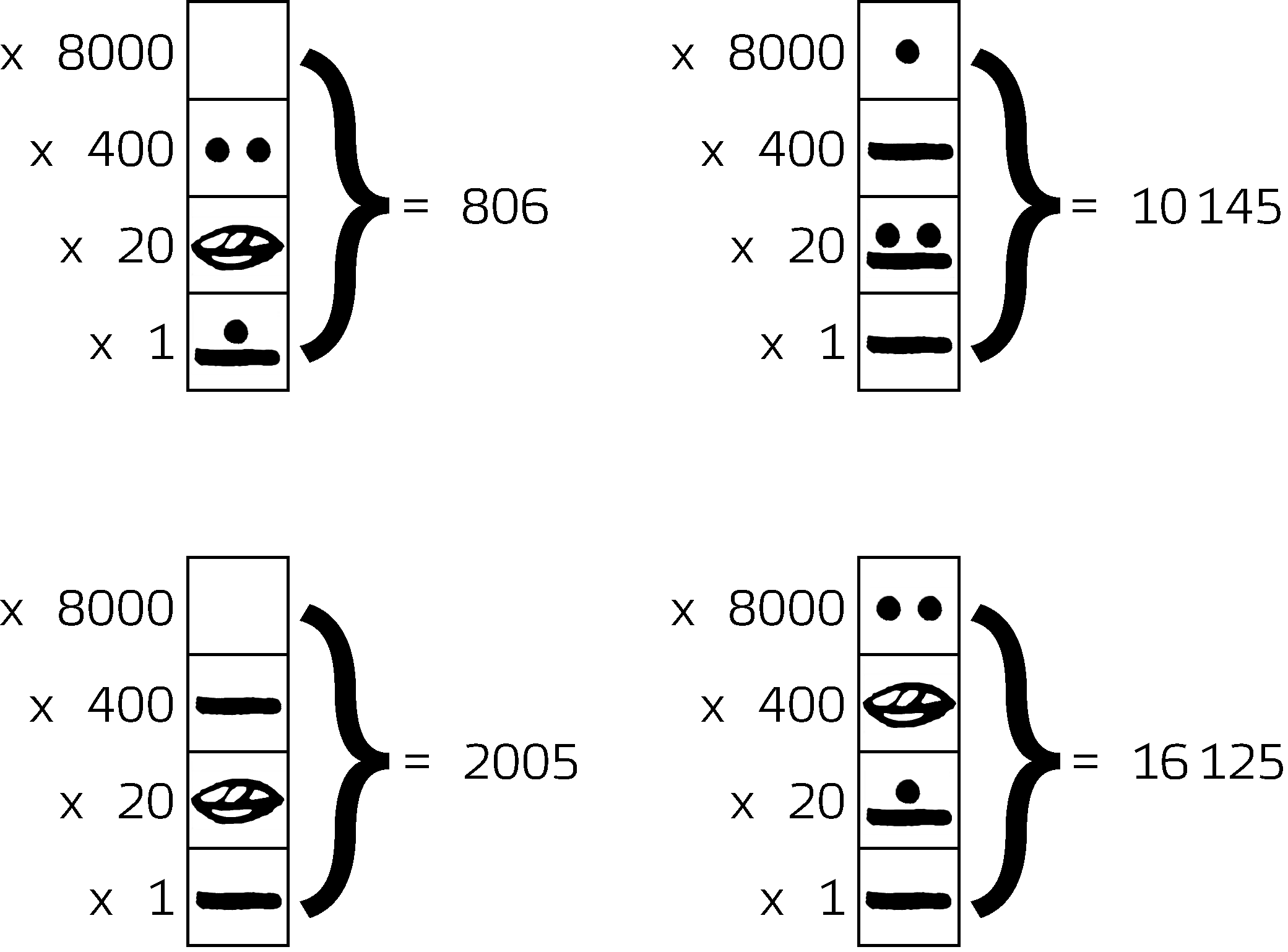
Приклади обчислення значення числівників мая

Рафінеск зробив помітний внесок у вивчення передісторії Північної Америки своїми дослідженнями стародавніх земляних укріплень, особливо в долині Огайо. Він був першим, хто визначив їх як «Стародавні пам'ятники Америки». Він перерахував понад 500 таких археологічних пам'яток в Огайо та Кентуккі. Рафінеск ніколи не займався розкопками; радше, він записував деталі відвіданих місць шляхом ретельних вимірювань, ескізів і письмових описів. Лише кілька його описів були опубліковані разом із серією його друга Джона Д. Кліффорда «Індіанські старожитності».  Кліффорд раптово помер у 1820 році, припинивши свій внесок.
Рафінеск також зробив внесок у мезоамериканські дослідження. Останні ґрунтувалися на лінгвістичних даних, які він черпав із друкованих джерел, переважно мандрівників. Він визначив таїно як стародавню мову карибського острова Еспаньйола. Пізніше інші також використовували цей термін для визначення етнічної спільеості корінних жителів Карибського басейну. 
Незважаючи на те, що він помилявся у своєму припущенні, що стародавнє письмо мая було алфавітним за своєю природою, Рафінеск, ймовірно, був першим, хто наполягав на тому, що вивчення сучасних мов мая може привести до розшифровки стародавнього письма. 1832 року він першим частково розшифрував стародавнє письмо мая. Він пояснив, що символи смуг і крапок представляють п'ятірку та одиницю відповідно. 